# Dominique Juilland
Dominique Juilland (* 1943) ist ein Schweizer Offizier (Divisionär) und ehemaliger Verteidigungsattaché.

## Leben
Juilland studierte Soziologie (Licence en sociologie). Er trat 1974 in das Instruktionskorps der Schweizer Armee ein und besuchte die École supérieure de Guerre in Paris. Juilland war Befehlshaber der Offiziersschulen des Militärischen Frauendienstes und ab 1991 Chef der Planungsabteilung im Generalstab. Von 1994 bis 1995 war er Kommandant der Territorialbrigade 10. Zuletzt bekleidete er den Dienstgrad eines Divisionärs und war Schweizerischer Verteidigungsattaché in Paris.
Er ist der Präsident der Schweizerischen Vereinigung für Militärgeschichte und Militärwissenschaft (SVMM) und Mitglied der Schweizerischen Gesellschaft für militärhistorische Studienreisen. Mit ebendieser organisierte er Reisen nach Frankreich und Deutschland.
Juilland veröffentlichte auch militärhistorische Artikel u. a. in der Revue Militaire Suisse.